# Gnat Cars
Gnat Cars war ein britischer Hersteller von Automobilen.

## Unternehmensgeschichte
Das Unternehmen aus den Midlands begann 1974 mit der Produktion von Automobilen und Kits. Der Markenname lautete Gnat. 1975 endete die Produktion. Insgesamt entstanden etwa drei Exemplare.

## Fahrzeuge
Im Angebot stand nur ein Modell. Dies war ein Strandwagen im Stile eines VW-Buggy. Die Basis bildete ein Mini. Der Vierzylindermotor war allerdings im Heck montiert.